# George County
Das George County ist ein County im US-Bundesstaat Mississippi. Der Verwaltungssitz (County Seat) ist Lucedale. Das U.S. Census Bureau hat bei der Volkszählung 2020 eine Einwohnerzahl von 24.350 ermittelt.
Das County gehört zu den Dry Countys, was bedeutet, dass der Verkauf von Alkohol eingeschränkt oder verboten ist.

## Geographie
Das County liegt fast im äußersten Süden von Mississippi, grenzt im Osten an Alabama, ist im Süden etwa 50 km vom Golf von Mexiko entfernt und hat eine Fläche von 1253 Quadratkilometern, wovon 14 Quadratkilometer Wasserfläche sind. Es grenzt an folgende Countys:
| Perry County | Greene County  |                         |
| Stone County |                | Mobile County (Alabama) |
|              | Jackson County |                         |

## Geschichte
Das George County wurde am 16. März 1910 aus Teilen des Green County und des Jackson County gebildet. Benannt wurde es nach James Z. George einem Vorsitzenden Richter am Obersten Gerichtshof der Vereinigten Staaten und US-Senator.

Ein Ort im County ist im National Register of Historic Places eingetragen (Stand 1. Februar 2018), die Bilbo Basin Shell Deposit Site.

## Demografische Daten
Nach der Volkszählung im Jahr 2000 lebten im George County 19.144 Menschen in 6742 Haushalten und 5305 Familien. Die Bevölkerungsdichte betrug 15 Personen pro Quadratkilometer. Ethnisch betrachtet setzte sich die Bevölkerung zusammen aus 89,38 Prozent Weißen, 8,82 Prozent Afroamerikanern, 0,24 Prozent amerikanischen Ureinwohnern, 0,16 Prozent Asiaten und 0,84 Prozent aus anderen ethnischen Gruppen; 0,57 Prozent stammten von zwei oder mehr Ethnien ab. 1,60 Prozent der Bevölkerung waren spanischer oder lateinamerikanischer Abstammung, die verschiedenen der genannten Gruppen angehörten.
Von den 6742 Haushalten hatten 38,7 Prozent Kinder unter 18 Jahren, die mit ihnen lebten. 64,0 Prozent waren verheiratete, zusammenlebende Paare, 10,4 Prozent waren allein erziehende Mütter und 21,3 Prozent waren keine Familien. 19,1 Prozent aller Haushalte waren Singlehaushalte und in 8,2 Prozent lebten Menschen im Alter von 65 Jahren oder darüber. Die durchschnittliche Haushaltsgröße lag bei 2,78 und die durchschnittliche Familiengröße bei 3,17 Personen.
29,2 Prozent der Bevölkerung war unter 18 Jahre alt, 9,4 Prozent zwischen 18 und 24, 28,6 Prozent zwischen 25 und 44, 21,9 Prozent zwischen 45 und 64 Jahre alt und 10,9 Prozent waren 65 Jahre oder älter. Das Durchschnittsalter betrug 33 Jahre. Auf 100 weibliche kamen statistisch 100,6 männliche Personen und auf 100 Frauen im Alter von 18 Jahren oder darüber kamen 98,6 Männer.

Das durchschnittliche Einkommen eines Haushaltes betrug 34.730 USD, das einer Familie 39.386 USD. Männer hatten ein durchschnittliches Einkommen von 33.575 USD, Frauen 20.542 USD. Das Prokopfeinkommen lag bei 14.337 USD. Etwa 13,0 Prozent der Familien und 16,7 Prozent der Bevölkerung lebten unterhalb der Armutsgrenze.

## Städte und Gemeinden
| - Agricola - Benndale - Bexley - Crossroads | - Lucedale - Merrill - Rocky Creek - Buzzard Roost | - Basin - Shipman |